# Nasza fala
Nasza fala – ósmy album studyjny zespołu, nagrany na przełomie 2011/12r. w PRO STUDIO w Olsztynie i AMC Studio. 

## Lista utworów
1. "Jeden dzień dalej" – 3:05
2. "Czas dla ciebie" – 4:16
3. "Cztery razy mimo" – 3:37
4. "Nie mów mi jak" – 3:15
5. "Życie jest na „ŻY”" – 4:09
6. "Ostatni stróż cywilizacji" – 3:41
7. "Nasza Fala" – 3:45
8. "Nie było tego dnia" – 4:03
9. "Dobrze nas pozmienia świat" – 3:19
10. "Zastyga świat" – 3:13
11. "Piosenka o trzech tytułach" – 5:17

## Twórcy
- Anna Zalewska-Ciurapińska – wokal, klawisze
- Marcin Ciurapiński – wokal, gitara basowa, gitara akustyczna, klawisze
- Dawid Rakowski – gitary elektryczne, ukulele
- Zbigniew Chrzanowski – perkusja, instrumenty perkusyjne

oraz
- Producent muzyczny, mix i mastering – Marcin Ciurapiński
- Foto – Renata Orlińska i AMC Studio
- Projekt graficzny/design – Jacek Wiśniewski